# Сражение у Даунса
Сражение у Даунса (нид. Zeeslag bij Duins) — морское сражение у рейда Даунс (Великобритания), состоявшееся 21 (31) октября 1639 года во время Восьмидесятилетней войны. Во время боя голландская эскадра адмирала Мартена Тромпа разгромила испанскую эскадру адмирала Антонио де Окендо.

## Предыстория
Вступление Франции в Тридцатилетнюю войну в 1635 году перекрыло сухопутную «Испанскую дорогу», по которой испанцы доставляли боеприпасы и солдат во Фландрию. Для поддержки армии во Фландрии кардинал-инфант Фердинанд Австрийский начал использовать морской путь через Дюнкерк — последний контролируемый испанцами порт на побережье Северного моря. Испанский флот под командованием адмирала Лопе де Осеза-и-Кордоба сумел сопроводить грузы в Дюнкерк в 1636—1637 годах, не попавшись на глаза голландским эскадрам. В 1638 году французы вторглись в Испанию и осадили Фуэнтаррабию. Лопе де Осез поспешил на выручку, но его флот был уничтожен французским флотом Анри де Сурди вблизи Гетарии. Поскольку остальная часть испанского флота находилась в Средиземном море и Бразилии, провести конвои в Дюнкерк в том году не удалось.
Весной 1639 года граф-герцог Оливарес начал постройку нового флота в Ла-Корунье для проведения новых конвоев в Северном море. 29 боевых кораблей были собраны в четыре эскадры, к которым в ближайшее время присоединились ещё 22 корабля из Средиземного моря. Двенадцать английских транспортных судов прибыли по условиям контракта под флагом английского нейтралитета. Лопе де Осезу предложили общее командование флотом, но он отказался. В результате командование перешло к Антонио де Окендо, командиру Средиземноморского флота. Окендо использовал свою обычную тактику — построение судов в форме полумесяца. Флагман был помещён на правом фланге, а не в центре, поскольку ожидалось, что голландцы сосредоточат всю огневую мощь по центру испанского формирования. Также более мелкие корабли должны были оказаться под защитой более крупных. Авангард должен был состоять из семи судов «эскадры Дюнкерка» под командованием Мигеля де Орна — он имел богатый опыт навигации в Ла-Манше.
Голландские Генеральные штаты сделали свои приготовления. От разведки голландцы узнали, что испанский флот может попытаться встать на якорь на рейде Даунса, недалеко от английского побережья, между Дувром и Дилом. Там они могли получить защиту английского нейтралитета и переправить армию и поставки более мелкими и быстроходными катерами в Дюнкерк. Генеральные штаты организовали постройку флота из 23 кораблей и нескольких брандеров под командованием Мартена Тромпа, чтобы предотвратить эту возможность. Остальная часть флота ещё достраивалась. Поэтому Тромп получил приказ патрулировать пролив и при необходимости преследовать и задерживать испанский флот, но не вступать в бой, пока остальная часть голландского флота — порядка 50 судов под командованием Йохана Эвертсена — не присоединится к нему. Тромп разделил свой флот на три эскадры. Одна состояла из 15 кораблей под командой контр-адмирала Йоста Банкерта и была отправлена к Даунсу, вторая (из 6 судов) под командованием Витте де Витта занялась патрулированием английского побережья. Сам Тромп во главе оставшихся 12 кораблей патрулировал французскую сторону Ла-Манша.

## Начало столкновений
Испанский флот из 75 кораблей и 24 000 солдат и матросов на борту покинул Ла-Корунью 27 августа 1639 года (по другим данным, флот состоял из 51 галеона с 8000 моряков и 8000 солдат на борту, 7 бригов и 12 английских транспортников). 11 сентября флот достиг Ла-Манша. 15 сентября испанцы узнали из проходившего мимо английского корабля, что голландская эскадра стоит на якоре вблизи Кале.
Утром 16 сентября испанский флот и эскадра 12 кораблей Мартена Тромпа встретились у французского побережья. Тромп немедленно направил одно судно, чтобы предупредить Банкерта. Корабли голландцев были хорошо видны на расстоянии, но догнать их не удалось. С соотношением 57 против 11 Окендо наверняка разгромил бы Тромпа и сорвал бы планы голландцев, но испанский командующий не использовал этот шанс. Возможно, не представляя размера испанского флота, Тромп не отказался от боя, а выстроил эскадру в плотную боевую линии. Полагая, что эскадра Тромпа попытается проскользнуть мимо его правого крыла, Окендо разорвал своё построение и приказал правому флангу развернуться. Некоторые из кораблей вблизи Окендо последовали за флагманом, но другие были сбиты с толку и удерживали первоначальную линию. В итоге только «эскадра Дюнкерка» и галеон «Сан-Хуан» смогли без промедления выполнить манёвр.
Если бы Окендо отдал приказ всему флоту изменить курс, голландская эскадра, наверняка, оказалась бы в окружении. Но Окендо слишком поздно начал манёвр, и флагман Тромпа уже был вне зоны досягаемости. Тогда Окендо решил атаковать следующий за флагманом корабль в голландском колонне, но также неудачно. В итоге флагман Окендо галеон «Сантьяго» оторвался от остальной эскадры, и, заметив это, Тромп развернул свою колонну и атаковал его. «Эскадра Дюнкерка» из-за ветра не смогла вовремя развернуться. Лишь прицельная стрельба испанскиx мушкетёров спасла «Сантьяго» от абордажа.
Стычка продолжалась в течение трёх часов, в результате голландский корабль «Groot Christoffel» случайно взорвался. К полудню шесть кораблей эскадры де Витта подоспели к Тромпу, и голландский флот вырос до 16 кораблей. При этом положение голландцев оставалось сложным. Значительная часть испанского флота была дезорганизована, но Окендо уже начал перестроение. Более того, испанский авангард мог легко отрезать голландцам пути к отступлению или заставить идти на мель. Но в этот момент Окендо приказал флоту восстановить формирование «полумесяц». Испанские корабли повернули, позволив эскадре Тромпа поймать ветер и избежать опасности.
На следующий день прибыла эскадра Банкерта, в результате чего общая численность голландского флота возросла до 32 кораблей. 18 сентября голландцы атаковали флот Окендо. Несмотря на численное превосходство, Окендо не справлялся с управлением столь большим флотом. В итоге бой завершился вынужденным отступлением испанцев. Чтобы защитить корабли, Окендо решил укрыться на рейде Даунса, вблизи английской эскадры под командованием вице-адмирала Джона Пеннингтона. Он надеялся, что осенние штормы скоро разгонят голландский флот.
Вечером 28 сентября Тромп и де Витт отправились пополнять запасы пороха. На обратном пути они опасались, что испанцы, узнав об этом, уже снялись с якоря. Однако по приходе к Даунсу вновь обнаружили испанский флот на рейде. По ходу блокады к Тромпу стали присоединяться достроенные корабли флота Генеральных штатов и другие голландские суда, шедшие проливом, рассчитывая на трофеи. К концу октября Тромп имел 95 кораблей и 12 брандеров.
Между тем испанцы, оказавшись блокированными в Даунсе, стали использовать британские суда для переброски солдат и боеприпасов во Фландрию. Тромп пытался этому препятствовать, но Генеральные штаты запретили ему проявлять агрессию по отношению к формально нейтральным британцам.
Легенда гласит, что Тромп в послании спросил Окендо, почему тот отказывался от боя, хотя имел превосходство в численности. Окендо якобы ответил, что его флот остро нуждается в дереве для ремонта. Узнав об этом, Тромп доставил испанцам необходимые материалы для ремонта, однако испанцы все равно не торопились оставить английское побережье.

## Ход сражения
21 (31) октября, пользуясь восточным ветром, Тромп разослал 30 судов под командованием де Витта присматривать за британскими судами и не допустить их вмешательства в готовящееся сражение. Он также отправил две эскадры на север (под командованием Корнелиса Йола) и на юг (под командованием Яна Хендрикса де Нийса), чтобы блокировать пути отхода испанцев, после чего начал атаку на флот Окендо. Некоторые из крупных и неповоротливых испанских кораблей быстро запаниковали и спустили паруса. Другие попытались прорваться в пролив.
Пять пылающих брандеров были направлены на испанские корабли. Флагман Окендо «Сантьяго» сумел их миновать, но три из них в последний момент столкнулись с галеоном Лопе де Осеза «Санта-Тереза», которому только что удалось отбить атаку двух других брандеров. «Санта-Тереза» была слишком неповоротливой, чтобы уклониться, и взорвалась, адмирал де Осез к тому времени уже умер от ран. В результате атаки голландцев погибло, по некоторым данным, порядка 15 200 испанцев. Число погибших на сегодняшний день окончательно не установлено и нередко сильно преувеличивается. Так, часто не принимается во внимание то, что треть испанских войск уже достигла Фландрии на британских транспортниках.
Окендо удалось бежать в тумане во главе десяти судов и достичь Дюнкерка.

## Потери
Согласно испанскому военно-морскому историку Фернандесу Дуро, из 38 судов, которые пытались взломать голландскую блокаду, 12 сели на мель у Даунса, одно было сожжено брандерами, 9 сдались (три из них были настолько повреждены, что затонули на пути к порту) и 3 сели на мель у берегов Франции или Фландрии, чтобы избежать захвата.
Французский дипломат де Эстрад в письме к кардиналу Ришельё, утверждал, что испанцы потеряли 13 кораблей сожженными или потопленными, 16 были захвачены с 4000 пленных и 14 погибли у берегов Франции и Фландрии. Дипломат также сообщил в своем письме, что голландцы потеряли 10 кораблей потопленными или сожженными.
Португальский адмирал и историк Игнасиу Кошта Кинтелла дает следующие цифры: 43 корабля и 6000 человек потеряли испанцы и несколько судов и более чем 1000 солдат потеряли голландцы.
Голландские источники упоминают лишь один потерянный корабль. Историк М. де Бур, который сделал обширное исследование и опубликовал книгу на эту тему, подтверждает это и обозначает испанские потери в кораблях и людях примерно в 40 и 7000 соответственно.

## Последствия
Голландская победа у Даунса ознаменовала важный момент в меняющемся балансе военно-морских сил. Испанская миссия в целом провалилась, хотя большая часть войск смогла достичь Фландрии. Однако из судов, которым удалось прорвать блокаду, многие были серьёзно повреждены. В условиях Тридцатилетней войны Испания была уже не в состоянии восстановить своё прежнее военно-морское господство. Серьёзные затраты на организацию конвоев в Северном море сказались и на благосостоянии колоний Испании. Голландцы, англичане и французы поспешили воспользоваться ослаблением испанского флота и захватили несколько небольших испанских островов в Карибском бассейне. Но, безусловно, наихудшие последствия для Испании выразились в ослаблении её господства в Южных Нидерландах.
Тромп был провозглашен героем по возвращении домой и был вознагражден 10000 гульденов. Де Витт получил лишь 1000, что заставило его издать несколько анонимных брошюр, в котором он изображал Тромпа как скупца, а себя как истинного героя прошедшей битвы.
Битва у Даунса был воспринята в Англии как вопиющее нарушение английского нейтралитета. Возможно, этот факт стал одной из причин для начала в 1652 году Англо-голландской войны.